# Буковина (Ярославський повіт)
Буковина (пол. Bukowina) — село у Польщі, розташоване у Ярославському повіті Підкарпатського воєводства, сільська ґміна Ляшки. Знаходиться на відстані 14 км на схід від Ярослава.
Кількість населення — 207 осіб.

## Історія
У середині вересня 1939 року німці окупували село, однак вже 28 вересня 1939 року відступили і передали радянському 2-му кавалерійському корпусу, оскільки за пактом Ріббентропа-Молотова правобережжя Сяну належало до радянської зони впливу. 27.11.1939 постановою Верховної Ради УРСР село у складі правобережної частини Ярославського повіту в ході утворення Львівської області включене до Любачівського повіту, а 17 січня 1940 року включене до Синявського району. В червні 1941, з початком Радянсько-німецької війни, Буковина знову була окупована німцями. В липні 1944 року радянські війська оволоділи селом, а в жовтні 1944 року правобережжя Сяну зі складу Львівської області передано Польщі.
З 1975 по 1998 село знаходилося у Перемишлянському воєводстві.